# Hypsithocus hudsonae
Hypsithocus hudsonae är en insektsart som beskrevs av Ernst Evald Bergroth 1927. Hypsithocus hudsonae ingår i släktet Hypsithocus och familjen bärfisar. Inga underarter finns listade i Catalogue of Life.